# Folk Singer
Folk Singer è il quarto album del cantante blues Muddy Waters, pubblicato nell'Aprile del 1964 con la Chess Records.

## Tracce

### Vinile
1. "My Home Is in the Delta" (Waters) 	 – 3:58
2. "Long Distance" (Waters) 	 – 3:30
3. "My Captain" (Willie Dixon) 	 – 5:10
4. "Good Morning Little Schoolgirl" (Sonny Boy Williamson I) 	 – 3:12
5. "You Gonna Need My Help" (Waters)	 – 3:09
6. "Cold Weather Blues" (Waters) 	 – 4:40
7. "Big Leg Woman" (Johnny Temple) 	 – 3:25
8. "Country Boy" (Waters) 	 – 3:26
9. "Feel Like Going Home" (Waters) 	 – 3:52

### 1993 (Ristampa)
1. "The Same Thing" (Dixon) 	 – 2:57
2. "You Can't Lose What You Never Had" (Waters) 	 – 2:46

### 1999 (Ristampa)
1. "The Same Thing" (Dixon) 	 – 2:57
2. "You Can't Lose What You Never Had" (Waters) 	 – 2:46
3. "My John the Conqueror Root" (Dixon) 	 – 2:22
4. "Short Dress Woman" (J. T. Brown) – 2:49
5. "Put Me in Your Lay Away" (L.J. Welch) – 2:56

## Formazione

### Musicisti
- Muddy Waters – Compositore, chitarra, voce
- Buddy Guy – chitarra
- Sammy Lawhorn – chitarra
- James Madison – chitarra
- Otis Spann – armonica, piano
- Francis Clay – batteria
- Clifton James – batteria
- S.P. Leary – batteria
- Willie Dixon – basso
- Milton Rector – basso
- Johnny Temple – Compositore
- J.T. Brown – clarinetto, sassofono tenore

### Produzione
- Willie Dixon – produttore
- Ralph Bass – produttore
- Ron Malo – Engineer
- Vartan – Art direction, reissue art director
- Bob Schnieders – Coordinator, liner notes
- Mary Katherine Aldin – Liner notes
- Don Bronstein – Cover design, fotografia
- Jim Marshall – Fotografia
- Beth Stempel – Reissue producer, reissue production coordination (versione rimasterizzata)
- Andy McKaie – Reissue producer (versione rimasterizzata)
- Erick Labson – Digital remastering, mastering, mixing (versione rimasterizzata)
- Johnny Lee – Reissue design (versione rimasterizzata)
- Meire Murakami – Reissue design (versione rimasterizzata)